# Jeremy Transue
Jeremy Transue (Catskill, 1º giugno 1983) è un ex sciatore alpino statunitense specialista delle prove veloci.

## Biografia
Originario di Hunter, fratello di Joshua, a sua volta sciatore alpino, e attivo in gare FIS dal dicembre del 1997, in Nor-Am Cup Transue esordì il 1º gennaio 1998 a Whiteface Mountain in slalom gigante (38º), ottenne il primo podio il 16 dicembre 2002 a Lake Louise in supergigante (2º) e due vittorie, il 7 dicembre 2007 a Lake Louise in discesa libera e l'11 dicembre successivo a Panorama in supergigante (suo ultimo podio nel circuito).
Il 29 novembre 2008 esordì in Coppa del Mondo disputando la discesa libera di Lake Louise, che concluse con il 50º tempo. Si ritirò durante la stagione 2009-2010: il 18 dicembre 2009 ottenne nel supergigante della Val Gardena il miglior piazzamento in Coppa del Mondo (34º) e la sua ultima gara in carriera fu la discesa libera di Coppa del Mondo disputata il giorno seguente nella medesima località, chiusa da Transue al 49º posto. Non prese parte a rassegne olimpiche o iridate.

## Palmarès

### Nor-Am Cup
- Miglior piazzamento in classifica generale: 9º nel 2003
- Vincitore della classifica di discesa libera nel 2008
- 6 podi:
  - 2 vittorie
  - 1 secondo posto
  - 3 terzi posti

#### Nor-Am Cup - vittorie
| Data             | Località    | Paese  | Specialità |
| ---------------- | ----------- | ------ | ---------- |
| 7 dicembre 2007  | Lake Louise | Canada | DH         |
| 11 dicembre 2007 | Panorama    | Canada | SG         |

Legenda:

DH = discesa libera

SG = supergigante

### Campionati statunitensi
- 4 medaglie:
  - 1 argento (discesa libera nel 2004)
  - 3 bronzi (discesa libera nel 2007; discesa libera nel 2008; discesa libera nel 2009)